# Philadelphia Ramblers
Philadelphia Ramblers byl profesionální americký klub ledního hokeje, který sídlil v pensylvánském městě Philadelphia. V letech 1936–1941 působil v profesionální soutěži American Hockey League. Ramblers ve své poslední sezóně v AHL skončily v základní části. Své domácí zápasy odehrával v hale Philadelphia Arena s kapacitou 5 526 diváků. Klubové barvy byly modrá a bílá.
Zanikl v roce 1941 přejmenováním na Philadelphia Rockets. Klub byl během své existence farmou New Yorku Rangers.

## Úspěchy
- Vítěz divize – 2× (1936/37, 1938/39)

## Umístění v jednotlivých sezonách
Stručný přehled
Zdroj: 
- 1935–1936: Canadian–American Hockey League
- 1936–1941: American Hockey League (Východní divize)

Jednotlivé ročníky
Zdroj: 
Legenda: Z - zápasy, V - výhry, VP - výhry v prodloužení, R - remízy, P - porážky, PP - porážky v prodloužení, VG - vstřelené góly, OG - obdržené góly, +/- - rozdíl skóre, B - body, fialové podbarvení - reorganizace, změna skupiny či soutěže
| USA / Kanada (1935 – 1941) |                       |        |    |    |    |   |    |    |     |     |     |    |        |            |
| Sezóny                     | Liga                  | Úroveň | Z  | V  | VP | R | PP | P  | VG  | OG  | +/- | B  | Pozice | Play-off   |
| 1935/36                    | CAHL                  | –      | 48 | 27 | –  | 3 | –  | 18 | 151 | 106 | +45 | 57 | 1.     | Vítěz CAHL |
| 1936/37                    | AHL (Východní divize) | 2      | 48 | 26 | –  | 8 | –  | 14 | 149 | 106 | +43 | 60 | 1.     | Finále AHL |
| 1937/38                    | AHL (Východní divize) | 2      | 48 | 26 | –  | 4 | –  | 18 | 134 | 108 | +26 | 56 | 2.     | Semifinále |
| 1938/39                    | AHL (Východní divize) | 2      | 54 | 32 | –  | 5 | –  | 17 | 214 | 161 | +53 | 69 | 1.     | Finále AHL |
| 1939/40                    | AHL (Východní divize) | 2      | 54 | 15 | –  | 8 | –  | 31 | 133 | 170 | -37 | 38 | 4.     | –          |
| 1940/41                    | AHL (Východní divize) | 2      | 56 | 25 | –  | 6 | –  | 25 | 166 | 167 | -1  | 56 | 4.     | –          |